# 格里內里克湖

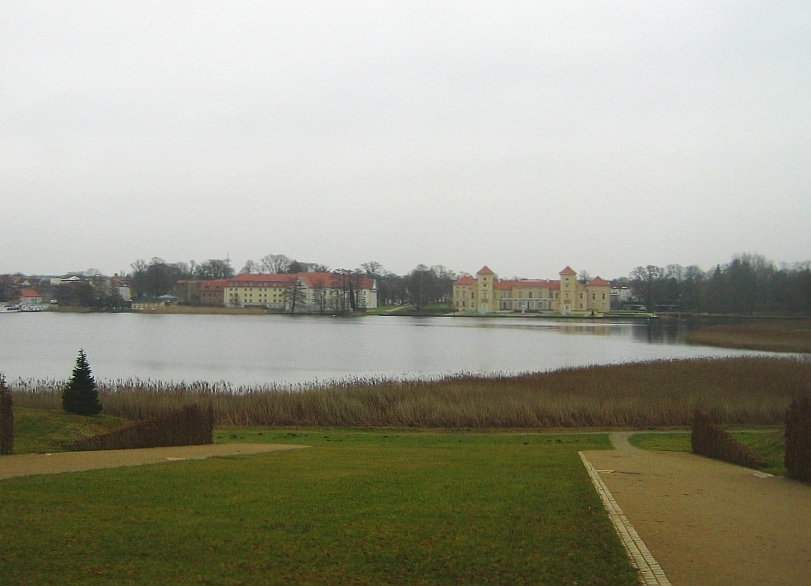

53°08′44″N 12°50′34″E / 53.145542°N 12.842706°E
格里內里克湖（德語：Grienericksee），是德國的湖泊，位於該國東北部，由勃蘭登堡州負責管轄，處於東普里格尼茨-魯平縣，長1.8公里、寬0.9公里，面積0.87平方公里，海拔高度55米，最大水深14米，水體容量414萬立方米。